# Camilla e la matita magica
Camilla e la matita magica  è un romanzo per bambini scritto da Henriette Bichonnier, pubblicato da  Einaudi scuola  nel  1986, nella collana La Bibliotechina a cura di Sergio Bertolotti. Ha vinto il premio "Bernard Versele" nel 1985 a Bruxelles, Belgio.

## Trama
Mentre torna a casa, Camilla  scivola su qualcosa di duro e di tondo. Si tratta di una matita magica che parla e le dice che tutte le cose che disegnerà diverranno vere. Camilla allora disegna un castello medievale, vi entra dentro e da quel momento incominciano i suoi guai. Riuscirà a superare ogni difficoltà con l'aiuto della matita magica. Durante l'avventura imparerà molto del medioevo.

## Edizioni
- Henriette Bichonnier, Camilla e la matita magica, Curatore: Bertolotti S., La Bibliotechina, Einaudi scuola, 1993,  pp.112, ISBN 88-286-0159-0.